# Mhairi McFarlane
Mhairi McFarlane (* 1976 in Falkirk, Großbritannien) ist eine britische Schriftstellerin.

## Leben
Mhairi McFarlane ging in Nottingham zur Schule und studierte im Anschluss an der Universität Manchester Englische Literatur. Nach dem Studium arbeitete sie kurzzeitig für ein Wochenblatt in Stamford (Lincolnshire) und kehrte dann nach  Nottingham zurück und arbeitete als Reporterin, Autorin und Kolumnistin für die Zeitung Nottingham Post. Mit 31 Jahren kündigte sie und begann ihren ersten Roman zu schreiben. Veröffentlicht wurde ihr Debütroman „You Had Me At Hello“ im Dezember 2012. Der Roman ist seitdem das beim Verlag HarperCollins meistverkaufte E-Book und wurde in 16 Sprachen übersetzt.
Mhairi McFarlane lebt mit ihrem Mann und einer Katze in Nottingham.
Ihr Vorname Mhairi ist die schottisch-gälische Variante von Mirjam und  wird Vari [vaːrɪ] ausgesprochen.

## Werke
- You Had Me At Hello, Avon Publications, New York City (2012) ISBN 978-0-007-48805-6.
  - dt.: Wir in drei Worten, Knaur, München (2013) ISBN  978-3-426-51453-5.
- Here’s Looking At You, Avon Publications, New York City (2014) ISBN 978-0-007-48806-3.
  - dt.: Vielleicht mag ich dich morgen , Knaur, München (2015) ISBN 978-3-426-51647-8.
- It's Not Me, It's You, Avon Publications, New York City (2014) ISBN 978-0-007-54947-4.
  - dt.: Es muss wohl an dir liegen, Knaur, München (2016) ISBN 978-3-426-51795-6.
- Who's That Girl?, Avon Publications, New York City (2015) ISBN 978-0-007-52501-0.
  - dt.: Irgendwie hatte ich mir das anders vorgestellt, Knaur, München (2017) ISBN  978-3-426-51984-4.
- Don't You Forget About Me, Avon Publications, New York City (2018) ISBN 978-0-008-16933-6.
  - dt.: Sowas kann auch nur mir passieren, Knaur, München (2018) ISBN 978-3-426-52076-5.
- If I Never Met You, Avon Publications, New York City (2020) ISBN 978-0-008-16948-0.
  - dt.: Aller guten Dinge sind zwei, Knaur, München (2020) ISBN 978-3-426-52270-7.
- Just Last Night , Avon Publications, New York City (2021) ISBN 978-0-06-303685-7.
  - dt.: Du hast mir gerade noch gefehlt, Knaur, München (2021) ISBN 978-3-426-52271-4.
- Mad About You, Harper Collins Publ. UK, New York City (2022) ISBN 978-0-06-311796-9.
  - dt.: Fang jetzt bloß nicht an zu lieben, Knaur, München (2022) ISBN 978-3-426-52934-8.
- Between Us, Harper Collins Publ. UK, New York City (2023) ISBN 978-0-06-311799-0.
  - dt.: Between Us, Knaur, München (2023) ISBN 978-3-426-52935-5.
- You Belong With Me, Harper Collins Publ. UK, New York City (2024) ISBN 978-0-06-341725-0.